# Britta Altenkamp

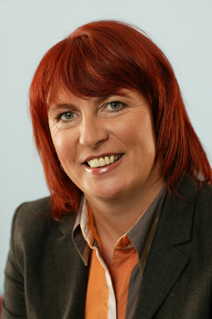
Britta Altenkamp

Britta Altenkamp (* 16. September 1964 in Essen) ist eine deutsche Politikerin (SPD). Von 2000 bis 2022 war sie Abgeordnete des Landtags Nordrhein-Westfalen.

## Leben
Britta Altenkamp machte 1984 Abitur und studierte anschließend Germanistik, Geschichte und Soziologie an der Universität-Gesamthochschule Essen, ohne einen Abschluss zu machen. Von Oktober 1999 bis Mai 2000 war sie Mitarbeiterin bei einer Essener Marketing- und Werbeagentur.
Mitglied der SPD ist sie seit 1985. Von 1987 bis 1989 war sie Vorsitzende der Essener Jusos. Von 1988 bis 1991 Mitarbeiterin im Landtag Nordrhein-Westfalen. Von 1991 bis 1999 war sie Mitarbeiterin im Wahlkreisbüro des SPD-Europaabgeordneten Detlev Samland.
Seit 1990 ist sie Mitglied im Vorstand der SPD Essen, seit Februar 2000 deren stellvertretende Vorsitzende. Von 1989 bis 1994 war sie Mitglied der Bezirksvertretung II der Stadt Essen. Von 1994 bis September 2000 war sie Mitglied im Rat der Stadt Essen, davon von September 1999 bis September 2000 Mitglied im Vorstand der Essener SPD-Ratsfraktion.
Vom 2. Juni 2000 – mit einer kurzen Unterbrechung vom 14. März 2012 bis zum 31. Mai 2012 aufgrund der Landtagsauflösung am 14. März 2012 – bis zum 1. Juni 2022 war sie Abgeordnete im Landtag von Nordrhein-Westfalen, wo sie als direktgewählte Abgeordnete zunächst den Wahlkreis Essen I vertrat. An 2005 vertrat sie, durch eine Umstrukturierung der Wahlbezirke in Essen, den Landtagswahlkreis 67 – Essen III. Auch in diesem Wahlkreis zog sie 2005, 2010, 2012 und 2017 direkt in den Landtag ein. Zwischen 2002 und 2005 war sie migrationspolitische Sprecherin der SPD-Landtagsfraktion und von Juni 2005 bis September 2006 Sprecherin für Generationen, Familie und Integration ihrer Fraktion. Von September 2006 bis Juli 2010 war Britta Altenkamp stellvertretende Vorsitzende der SPD-Fraktion im Landtag Nordrhein-Westfalen und dort zuständig für die Bereiche Soziales, Gesundheit, Frauen, Familie, Kinder, Integration, Generationen und Sport. Im Juli 2010 wurde sie Parlamentarische Geschäftsführerin der SPD-Landtagsfraktion. Am 3. Juli 2011 trat sie von dieser zurück. Auslöser war, dass sie zwei Tage zuvor eine Pairing-Vereinbarung gebrochen hatte – als entgegen der Absprache mit der CDU an einer Abstimmung über die Zukunft der WestLB eine als abwesend gemeldete SPD-Abgeordnete ohne Benachrichtigung der CDU dennoch teilnahm – und damit einen Eklat ausgelöst hatte. Nach der Landtagswahl 2022 schied sie aus dem Landtag aus.
Seit März 2000 ist sie auch Mitglied im Landesvorstand der nordrhein-westfälischen SPD und seit Dezember 2001 Mitglied im Präsidium ihres Landesvorstands. Seit Februar 2004 bekleidet sie das Amt einer stellvertretenden Landesvorsitzenden der NRW-SPD und ist seit April 2004 Vorsitzende der SPD-Region Niederrhein. 
Britta Altenkamp ist verheiratet.

## Belege
1. ↑  Eine schrecklich nette SPD. zeit.de. Vom 31. Juli
2. ↑  Britta Altenkamp MdL, MdL - Erfahren Sie mehr über mich - www.britta-altenkamp.de. In: www.britta-altenkamp.de. Archiviert vom Original am 31. Juli 2016; abgerufen am 31. Juli 2016.
3. ↑  Dramatische Stunden für Kraft, abgerufen am 4. Juli 2011

| Personendaten    | Personendaten                   |
| ---------------- | ------------------------------- |
| NAME             | Altenkamp, Britta               |
| KURZBESCHREIBUNG | deutsche Politikerin (SPD), MdL |
| GEBURTSDATUM     | 16. September 1964              |
| GEBURTSORT       | Essen                           |